# Josep Manau i Fuster
Josep Manau i Fuster (nascut al segle xx) és funcionari català, gerent de Rodalies de Barcelona (RENFE) entre 1996 i 2006, període de govern a l'Estat espanyol tant del PP com del PSOE, i membre del Consell Municipal de Medi Ambient i Sostenibilitat de Barcelona.

## Biografia
L'any 1998 fou l'interlocutor de RENFE amb batlles de l'àrea metropolitana de Barcelona, que reclamaven noves estacions i millores en la freqüència, i durant la legislatura següent fou criticat pels sindicalistes, que denunciaven una operació encoberta de privatització del servei ferroviari.
El 14 de novembre de 2006, just després del bloqueig d'un comboi a l'Estació de Sants el dia anterior, el Ministeri de Foment espanyol va destituir Manau, substituint-lo per Miguel Àngel Remacha. Aquesta decisió fou presa després que succeïssin continus retards a la xarxa durant els mesos anteriors per les obres del tren d'alta velocitat Espanyola (AVE). A més a més, s'anuncià la creació de la figura de coordinació d'obres ferroviàries que es facin a l'àrea metropolitana. Altres conseqüències de l'avaria del servei a l'Estació de Sants del 14 de novembre de 2006 foren l'obertura d'un expedient sancionador a Renfe Operadora per part de la Generalitat de Catalunya. D'altra banda, l'Agència Catalana de Consum va ordenar l'elaboració d'un estudi a l'Autoritat del Transport Metropolità (ATM) sobre les pèrdues econòmiques que suposaven la repetició d'avaries a la xarxa.

## Avaries de Renfe a l'àrea metropolitana de Barcelona (setembre-novembre 2006)
- 21 de setembre: Aturat un tren Euromed en el trajecte Barcelona-Alacant.
- 22 de setembre: Avaria per les obres de l'AVE. Retards en les línies C1, C3, C4 i C7.
- 25 de setembre: Retards de mitja hora gairebé totes les línies del servei de Rodalies de Barcelona per avaria al sistema informàtic.
- 28 de setembre: Tres avaries afecten cinc línies de Rodalies de Barcelona.
- 4 d'octubre: Dues avaries a la C2 provoquen retards en aquesta línia.
- 22 d'octubre: Retards a les línies C2 i C10 per afectació de l'obra l'AVE a una torre d'alta tensió.
- 30 d'octubre: Descarrilament a Sant Andreu Comtal que afecta la C2 i avaria en l'electrificació del Clot.
- 7 de novembre: Avaria a la catenària del Prat de Llobregat que afecta la C10 i la C2 entre Gavà i Bellvitge.
- 11 de novembre: Avaria a la catenària a Granollers, que causa retards de 25 minuts a la C2.
- 13 de novembre: Un comboi espatlla un canvi d'agulles a la sortida de l'estació de Sants.

El 14 de novembre va succeir a l'Hospitalet de Llobregat la primera avaria -retard de 15 minuts- de Ferrocarrils de la Generalitat de Catalunya (FGC) lligada a l'obra de l'AVE en malmetre el túnel del Gornal per la construcció d'uns pilons de ciment subterranis.